# RNAS Culdrose
RNAS Culdrose (engelska: Royal Naval Air Station Culdrose, HMS Seahawk) är en flygplats i Storbritannien.   Den ligger i grevskapet Cornwall och riksdelen England, i den södra delen av landet, 400 km väster om huvudstaden London. Culdrose ligger 81 meter över havet.
Terrängen runt Culdrose är platt. Havet är nära Culdrose åt sydväst. Runt Culdrose är det ganska tätbefolkat, med 199 invånare per kvadratkilometer. Närmaste större samhälle är Helston, 2,2 km nordväst om Culdrose. Trakten runt Culdrose består i huvudsak av gräsmarker.